# بوگاتی ویژن گرن توریسمو
بوگاتی ویژن گرن توریسمو (به انگلیسی: Bugatti Vision Gran Turismo) یک خودروی مفهومی تک‌سرنشین است که توسط بوگاتی توسعه یافته و در مولشایم، آلزاس، فرانسه تولید شده است. این خودرو در نمایشگاه خودروی فرانکفورت ۲۰۱۵، یک ماه پس از انتشار تیزر تریلر آن، با عنوان #imaginEBugatti، رونمایی شد. این خودرو تحت پروژهٔ ویژن گرن توریسمو ساخته شد و با ظاهر خود، زبان طراحی بوگاتی شیرون را تحت تأثیر قرار داد. طرح رنگ این خودرو بر اساس بوگاتی تیپ ۵۷ برندهٔ سال ۱۹۳۷ مسابقات ۲۴ ساعته لمانز طراحی شده است.
تنها یک دستگاه ویژن گرن توریسمو وجود دارد. قیمت این خودرو از ۵٬۱۶۰٬۰۰۰ دلار تا ۱۸٬۰۰۰٬۰۰۰ دلار آمریکا تخمین زده می‌شود.